# محجن بن الأدرع
محجن بن الأدرع الأسلمي، صحابي، من ولد أسلم بن أفصى بن حارثة بن عمرو بن عامر. كان قديم الإسلام. من كبار الرماة كان من سكان المدينة، ثم سكن البصرة، وهو الذي اختط مسجدها، وعمر طويلا. انتقل محجن بن الأدرع من البصرة إلى المدينة، فتوفي بها آخر أيام معاوية بن أبي سفيان.
روى البيهقي والحاكم وابن حبان وغيرهم. عن  أبي حدرد الأسلمي  قال:
روى خمسة أحاديث، وروى عنه حنظلة بن علي الاسلمي ورجاء بن أبي رجاء الباهلي، وعبد الله بن شقيق. أخرج له البخاري في الأدب المفرد وأبو داود والنسائي.